# Pont de George Washington

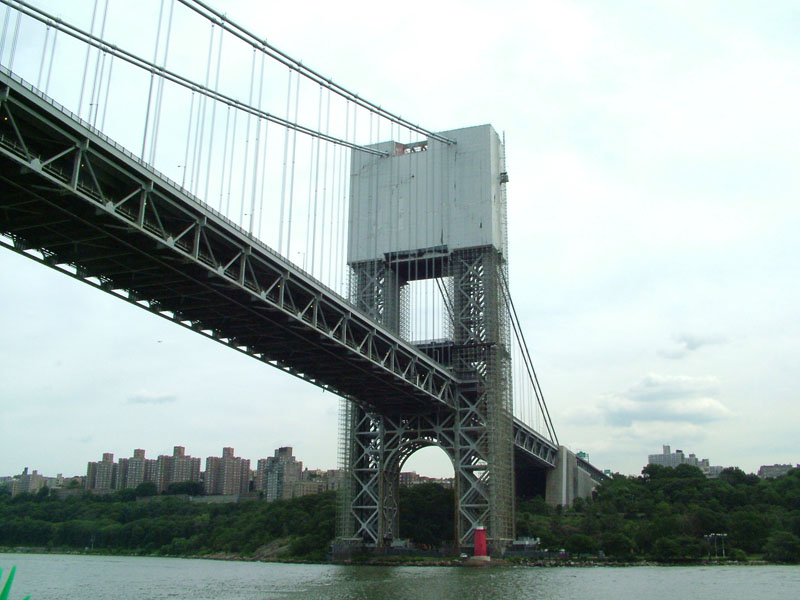
El costat novaiorquès del pont de George Washington vist des del riu Hudson el juliol del 2005

El pont de George Washington (en anglès George Washington Bridge) és un pont penjant que connecta la ciutat de Nova York amb Fort Lee, a l'estat de Nova Jersey.
Fa 1.584 metres de llargada. Va ser dissenyat per Othmar H. Ammann i es va inaugurar el 25 d'octubre de l'any 1931. Tenint en compte l'alçada de la coberta inferior, el pont s'estén 65 m per sobre de la mitjana d'aigua alta al seu centre, i 59 m per sobre de l'aigua mitjana sota l'ancoratge de Nova York. La llum principal del pont era la més llarga del món el 1931, i gairebé el doble dels 560 m de l'anterior titular del rècord, Ambassador Bridge a Detroit. Va mantenir aquest títol fins a l'obertura del pont Golden Gate el 1937. La finalització del pont de George Washington va demostrar que els ponts penjants més llargs eren viables tant físicament com econòmicament. Abans de la construcció del pont, els enginyers havien cregut que la longitud d'un vano de suspensió era un gran indicador de la viabilitat econòmica d'un pont penjat.
La idea d'un pont sobre el riu Hudson es va proposar per primera vegada el 1906, però no va ser fins al 1925 que els parlaments de Nova York i Nova Jersey van votar la planificació i construcció d'aquest pont. La construcció del pont George Washington va començar el setembre de 1927; el pont es va estrenar cerimonialment el 24 d'octubre de 1931 i es va obrir al trànsit l'endemà. L'obertura del pont George Washington va contribuir al desenvolupament del comtat de Bergen a l'estat de Nova Jersey, on hi ha Fort Lee. La coberta superior es va ampliar de sis a vuit carrils el 1946. La coberta inferior de sis carrils es va construir sota el tram existent entre 1959 i 1962 per a respondra a l'augment del trànsit.

## Descripció

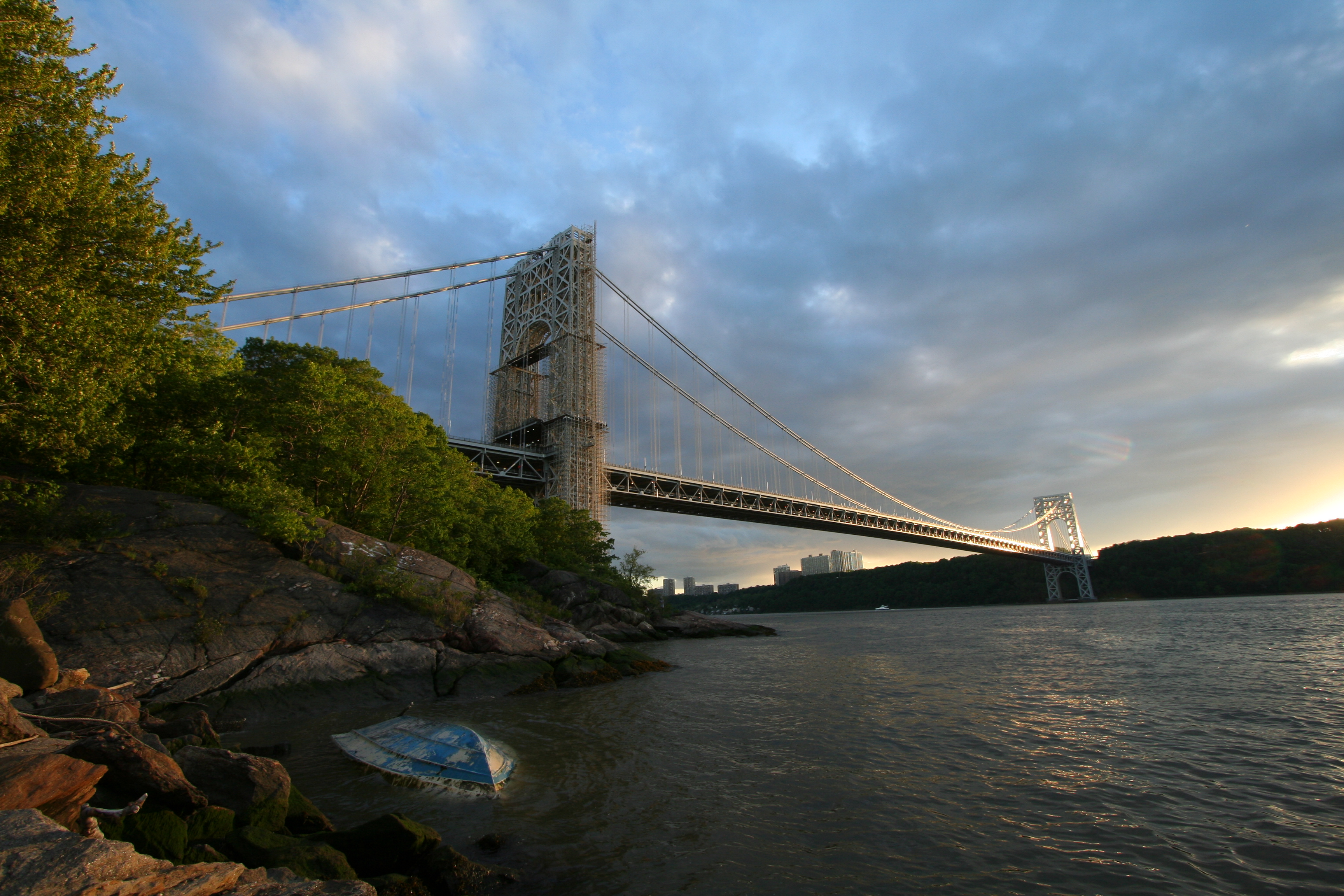
El pont, mirant cap al sud al capvespre des del costat de Nova York del riu Hudson

El pont de George Washington va ser dissenyat per l'enginyer en cap Othmar Ammann, l'enginyer de disseny Allston Dana, i l'enginyer en cap ajudant Edward W. Stearns, amb Cass. Gilbert com a arquitecte consultor. Connecta Fort Lee al comtat de Bergen, Nova Jersey, amb Washington Heights a Manhattan, Nova York. L'obra va requerir 103.000 t d'acer; 25.000 t de filferro, que s'estén 171.000 km; i 18.000 t de maçoneria.

### Cobertes

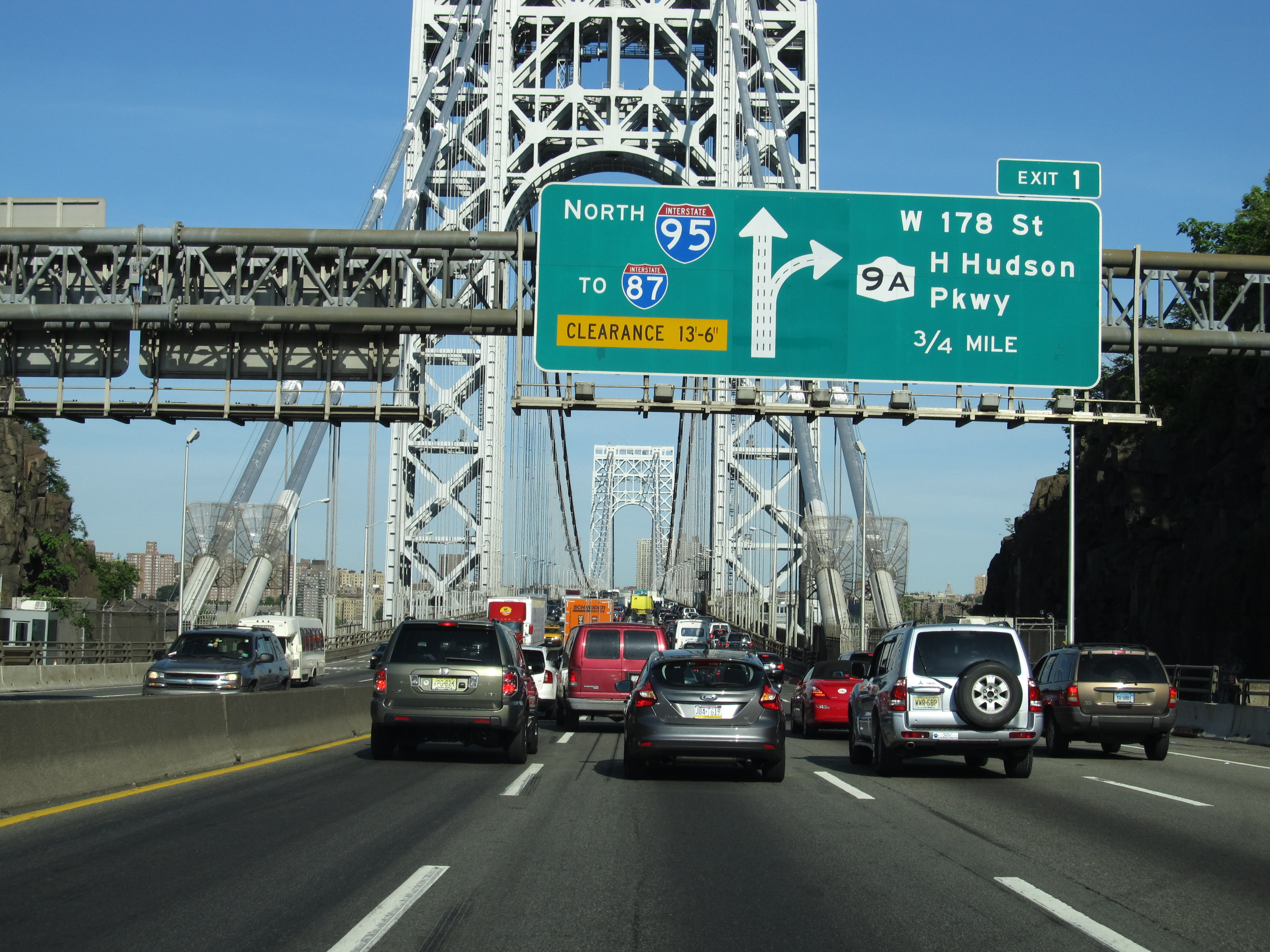
Trànsit intens típic de Manhattan a la coberta superior del pont de George Washington

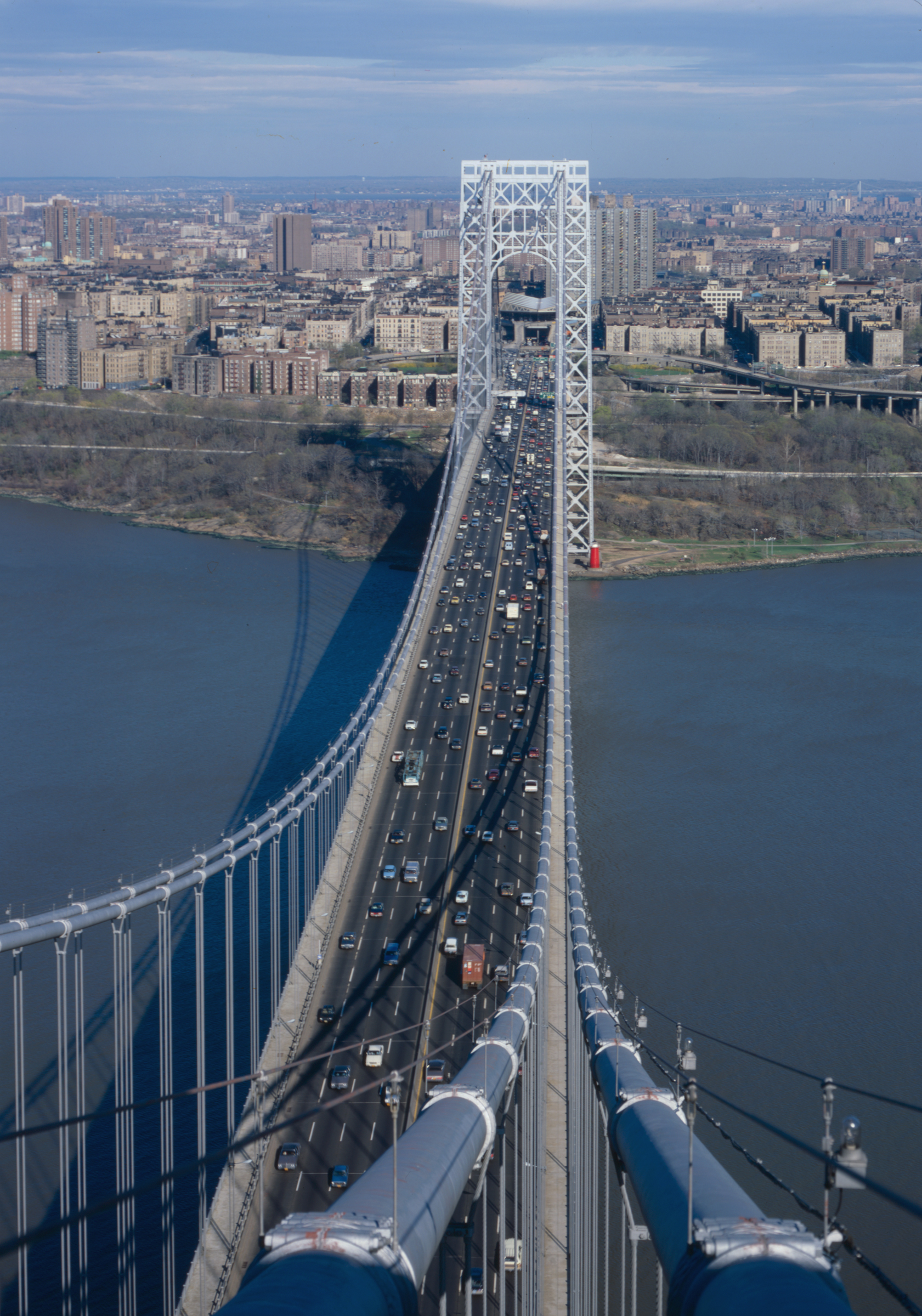
Mirant cap a Washington Heights, Manhattan

El pont té 14 carrils de circulació, set en cada sentit. Com a tal, el pont de George Washington conté més carrils de vehicles que qualsevol altre pont penjant i és el pont de vehicles més concorregut del món. Els catorze carrils del pont estan dividits de manera desigual en dos nivells: el nivell superior conté vuit carrils mentre que el nivell inferior conté sis carrils. El nivell superior es va obrir el 25 d'octubre de 1931, i té 27 m d'ampla. El nivell superior tenia originalment sis carrils, encara que dos carrils més es van afegir el 1946. Tot i que el nivell inferior formava part dels plànols originals del pont, no es va obrir fins al 29 d'agost de 1962. El nivell superior té una distància vertical de 14 , i tots els camions i altres vehicles de grans dimensions han d'utilitzar el nivell superior. Els camions estan prohibits des del nivell inferior, que té una distància lliure de 4,1 m. Tots els carrils dels dos nivells són 2,59 m d'ampla. Els vehicles que transportin materials perillosos (HAZMAT) estan prohibits al nivell inferior a causa del seu caràcter tancat. Els vehicles que transporten HAZMAT poden utilitzar el nivell superior, sempre que compleixin les estrictes directrius que s'indiquen al "Llibre vermell" de l'Autoritat Portuària.
A la part superior del pont hi ha dues voreres, una a cada costat. Tanmateix, els ciclistes i vianants normalment només poden utilitzar la vorera sud, ja que la vorera nord normalment està tancada. L'any 2017 es va reobrir temporalment la vorera nord mentre es va instal·lar una tanca provisional de prevenció del suïcidi a la vorera sud, en preparació per a la instal·lació de tanques permanents a les dues voreres.
El pont de George Washington mesura 1450 m de llarg i té una llum principal de 1.200 m. Tenint en compte l'alçada de la coberta inferior, el pont s'estén 65 m per sobre de la mitjana d'aigua alta al seu centre, i 59 m per sobre de l'aigua mitjana sota l'ancoratge de Nova York. La llum principal del pont era la més llarga del món quan es va estrenar el 1931, i gairebé el doble dels 560 m de l'anterior titular del rècord, Ambassador Bridge a Detroit. Va mantenir aquest títol fins a l'obertura del pont Golden Gate el 1937. La finalització del pont de George Washington va demostrar que els ponts penjants més llargs eren viables tant físicament com econòmicament. Abans de la construcció del pont, els enginyers havien cregut que la longitud d'un vano de suspensió era un gran indicador de la viabilitat econòmica d'un pont penjat.
L'amplada total del pont de George Washington és de 36 m. Quan es va construir la coberta superior, només feia 3,7 m de gruix sense cap encavalladura de rigidesa als costats, donant lloc a una coberta de 5.400 kg/m² i una relació de longitud a gruix d'uns 350 a 1. En el moment de l'obertura del pont de George Washington, la majoria dels trams de suspensió llargs tenien encavallades rígides als seus costats i, en general, els vans tenien una relació de longitud a gruix de 60 a 1, que es traduïa en un pes de 63.000 a 68.000 kg/m² i un gruix equivalent a un edifici d'11 pisos. Durant la planificació, Ammann va dissenyar la coberta al voltant de la «teoria de la desviació», una suposició encara no confirmada que les cobertes de suspensió més llargues no havien de ser tan rígides en proporció a la longitud, perquè el pes de la coberta més llarga en si donaria un contrapès contra el moviment de la coberta. Això havia estat provat per Leon Moisseiff quan va dissenyar el pont de Manhattan el 1909, tot i que tenia menys de la meitat de la longitud del pont de George Washington. Les armadures de rigidesa van ser finalment excloses del disseny del pont George Washington per estalviar diners; en canvi, s'hi va instal·lar un sistema de bigues de placa a la part inferior de la coberta superior. Això va donar l'enduriment que era necessari per a la coberta del pont, i es va replicar a la coberta inferior durant la construcció. Les bigues de plaques a sota de cada coberta, combinades amb un disseny d'encavallada oberta al costat del pont que connectava les cobertes entre si, van donar com a resultat una llum encara més rígida que va poder resistir les forces de torsió.

### Cables

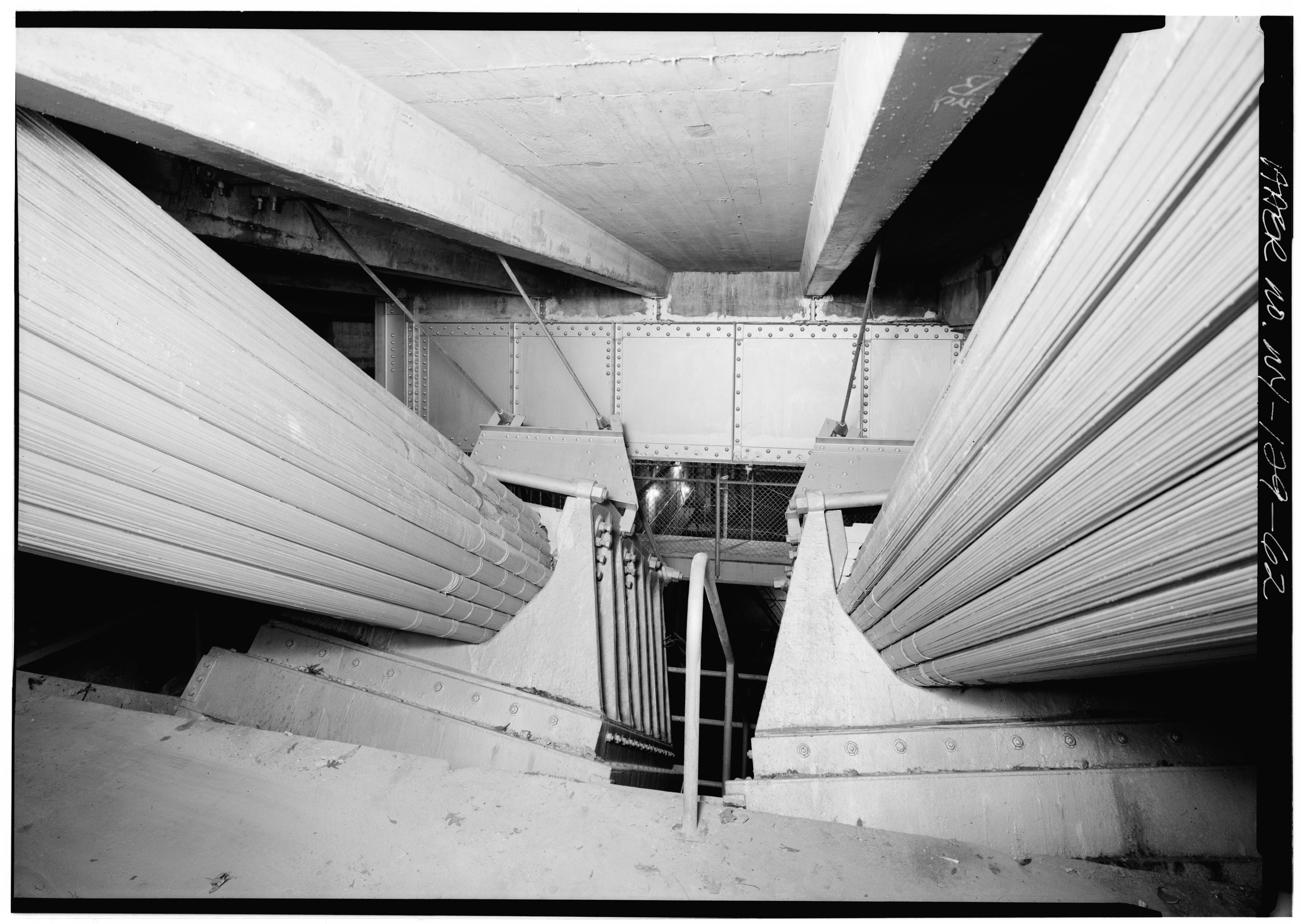
Detall dels cables principals a l'ancoratge de Nova Jersey

Quatre cables principals de 0,91 m de diàmetre suporten la coberta del pont. Cada cable principal contenia 61 fils, amb cada fil format per 434 cables individuals, per a un total de 26.474 cables per cable principal, i 105.986 en total. Els cables estan coberts per una funda d'acer resistent a la intempèrie. La coberta del pont superior està subjecta per cables de suspensió verticals connectats directament als cables principals mitjançant connexions de selló; la coberta inferior està sostinguda per bigues adossades a la part superior.
Els cables principals estan ancorats en formigó a banda i banda del pont, en un ancoratge construït sobre el costat de Nova York i col·locat directament en els penya-segats dels Palisades en Nova Jersey. Originalment, se suposava que el final de cada cable havia de rebre un de diversos dissenys ornamentals, com ara una ala, aleta, pneumàtic o estàtua; l'estalvi de costos després de l'inici de la Gran Depressió el 1929 va evitar la florida.

### Torres de suspensió

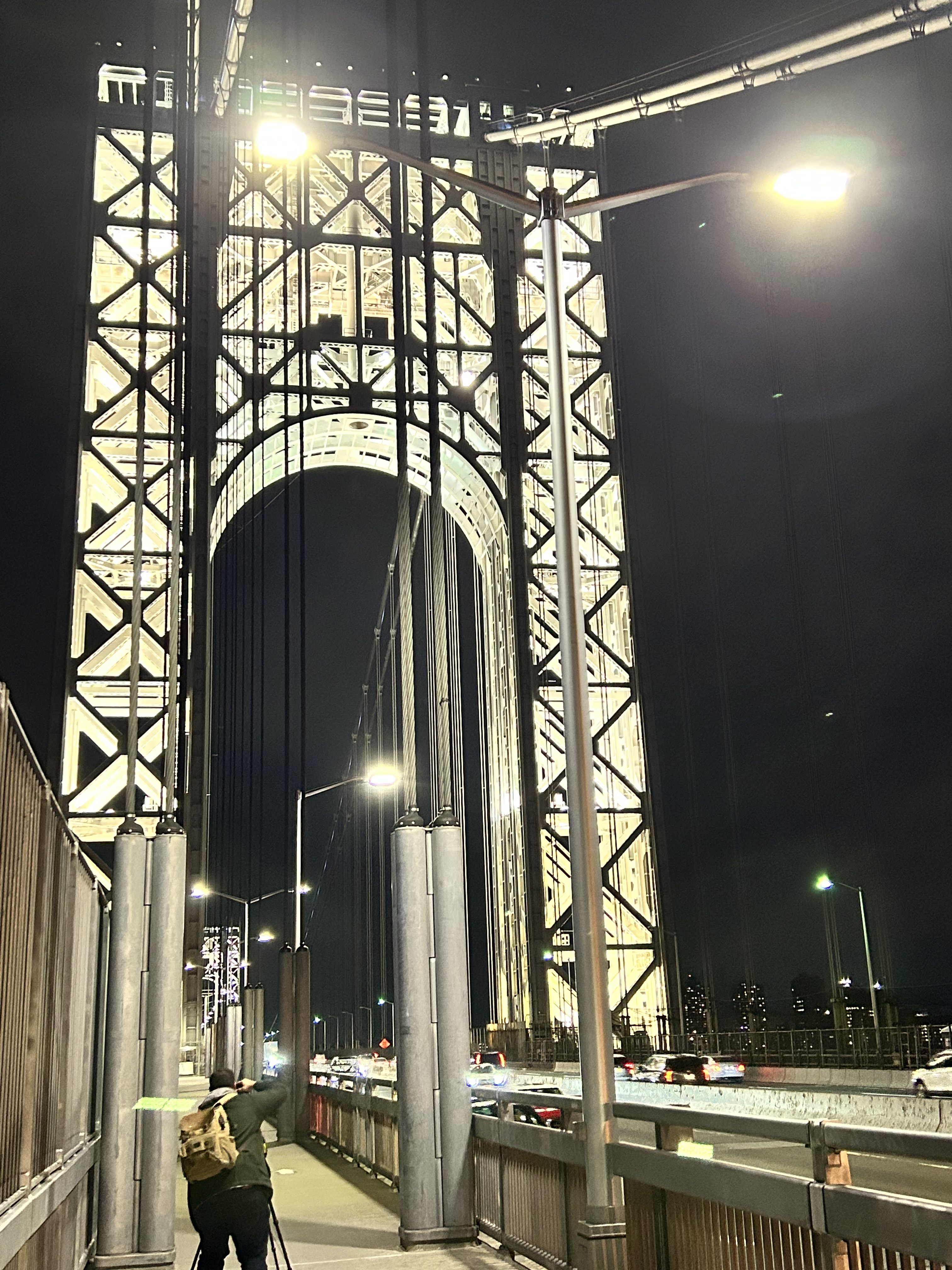
Les torres del pont de George Washington s'il·luminen per al Dia del President de 2023

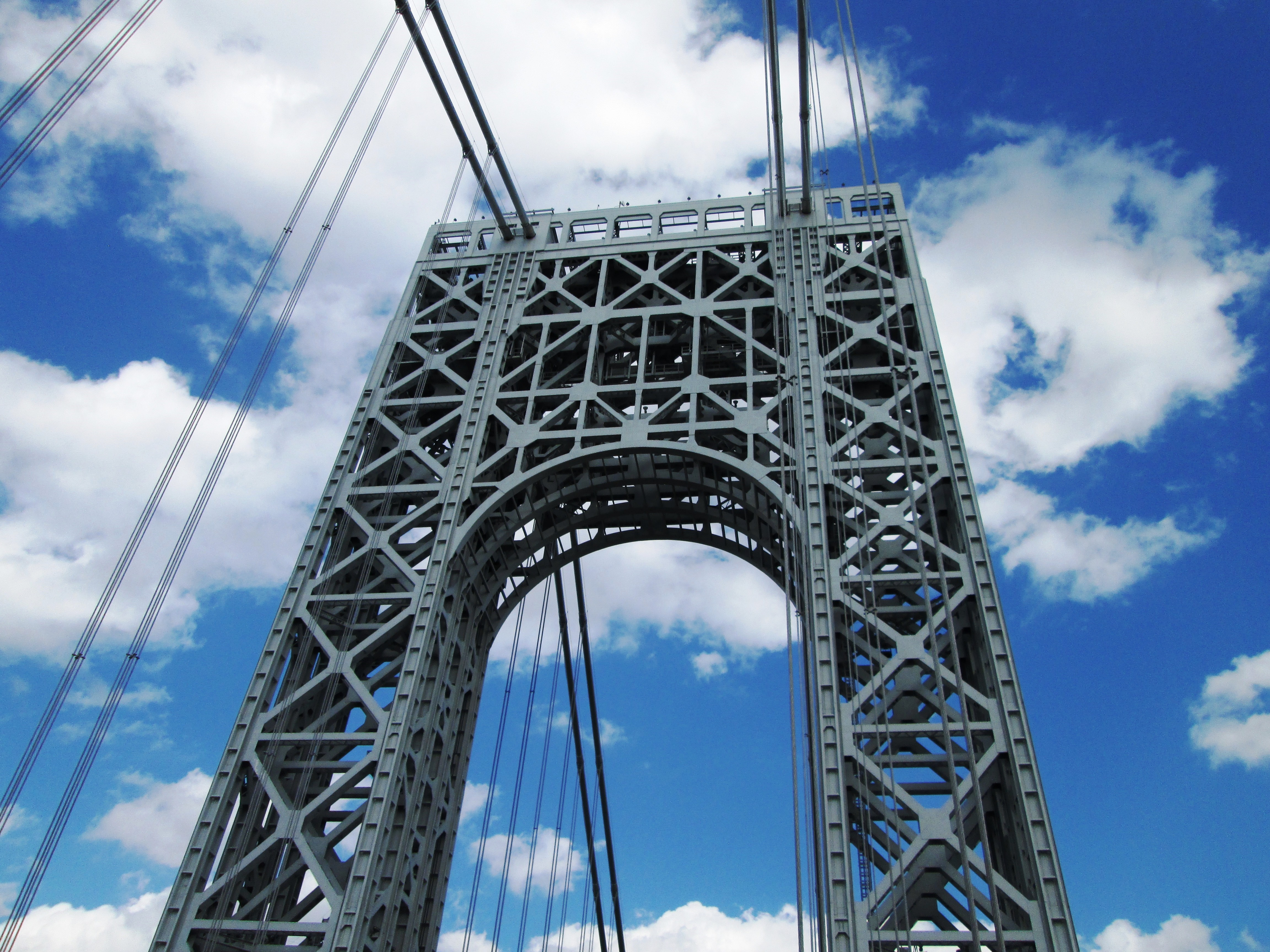
Vista de les torres de suspensió des de la coberta superior

Les torres de suspensió a cada costat del riu són de 184 m d'alt. Estan compostes per seccions que pesen entre 33 i 36 LT i contenen un total de 475.000 reblons. Cada pont té dos arcs, un per sobre i un per sota de les cobertes.
El disseny original demanava que les torres fossin tancades de formigó i granit en un estil revival, similar al pont de Brooklyn. Un escrutini addicional de l'enginyeria del pont proposat va trobar que només l'acer podia suportar les torres, amb només una façana decorativa de pedra conservada en el pla. Els ascensors per portar els turistes als restaurants i les cobertes d'observatoris proposades a la part superior de cada torre també es van eliminar del disseny. Finalment, fins i tot les façanes de pedra es van ajornar el 1929 durant la Gran Depressió a causa de l'augment dels costos dels materials. Tot i que les torres d'acer s'havien deixat així per raons de cost, algunes crítiques estètiques a les torres d'acer nu eren favorables. Diversos grups, com l’American Institute of Steel Construction, creien que cobrir l'estructura d'acer amb maçoneria seria alhora enganyós i "fonamentalment lleig".
Mentre que el disseny de les torres d'acer exposades va ser rebut negativament per alguns crítics com Raymond Hood i William A. Boring, la recepció pública en l'obertura del pont va ser generalment positiva. L'arquitecte Le Corbusier va escriure de les torres: "L'estructura és tan pura, tan resoluda, tan regular que aquí, finalment, l'arquitectura d'acer sembla riure. Milton MacKaye va escriure en The New Yorker que el pont George Washington havia establert a Ammann com "un dels immortals d'enginyeria i disseny de ponts, un geni. Ammann maig va tornar a incorporar torres d'obra de paleta en els seus plans de pont. Va escriure que l'"aparença robusta i distribució ben equilibrada de l'acer en les columnes i els suports" donava a les torres del pont "una bona aparença, una aparença elegant". Amb el temps, les torres d'acer exposades, amb els seus distintius claudàtors creuats, es van convertir en una de les característiques més identificables del Pont George Washington.

## Incidències
El pont de George Washington es troba entre els llocs més escollits a l'àrea metropolitana de Nova York per suïcidar-se en saltar o caure del pont. La primera mort per salt es va produir fins i tot abans que el pont s'obrís, tot i que no va ser intencionat. El 21 de setembre de 1930, un saltador d'acrobàcies anomenat Norman J. Terry va saltar de la coberta del pont davant d'una multitud de milers de persones, però com que el seu cos estava mirant cap a la direcció equivocada, es va trencar el coll en colpejar l'aigua. El primer suïcidi intencionat es va produir el 3 de novembre de 1931, poc més d'una setmana després de l'obertura del pont.
Diversos intents de suïcidi al costat del pont de George Washington han estat àmpliament divulgats. L'any 1994, una persona que es deia "Prince" va cridar The Howard Stern Show mentre estava al pont, amenaçant de suïcidar-se, però Stern va aconseguir convèncer-lo. El suïcidi del 2010 de Tyler Clementi, que havia saltat del pont, va cridar l'atenció nacional sobre el ciberassetjament i les lluites que enfronten els joves LGBT.